# Memorias de Idhún, el cómic: La Resistencia - Búsqueda (1ª Parte)
Memorias de Idhún, el cómic: La Resistencia - Búsqueda (1ª Parte) es la primera de la serie de cómics que adaptación a novela gráfica la trílogía de libros Memorias de Idhún escritor por la autora Laura Gallego García.

## Argumento
Jack es un chico que vive tranquilo con su madre y su padre, un día, en la escuela lo sacude un terrible presentemiento, y cuando llega a su casa encuentra a sus padres muertos, y a un chico de unos quince años acompañado de un adulto que viste ropas extrañas, los asesinos de sus padres. Justo antes de que el misterioso joven trate de matarlo aparece otra persona más, que lucha contra el asesino en una lucha de espadas, Jack apenas recuerda nada más, pues se desmaya.
Cuando despierta se encuentra en un lugar que no es su casa y está decorado de forma extraña, poco a poco descubre que puede que sus padres o él vengan de un mundo misterioso llamado Idhún, donde unos seres llamados sheks gobernan con maldad y por medio del joven que entró a casa de Jack buscan a los exiliados en la Tierra, los encuentran... Y los matan.

## Datos técnicos
Este cómic salió a la venta a finales de mayo del 2009, está elaborado por Estudio Fénix y distribuido por la editorial SM, el guion, basado en la novela de Laura Gallego Memorias de Idhún I: La Resistencia está hecho por Andrés Carrión. La propia autora participó en la creación del cómic con sus ideas y comentarios. El cómic está desarrollado a color, con gran calidad de dibujo, y con una cubierta en rústica, por el momento no sé ha traducido a ningún otro idioma o dialecto, y solo se ha publicado en España y partes de Latinoamérica.

### La Serie de cómics deMemorias de Idhún
Estudio Fénix planea lanzar toda una serie de cómics que cuenten la historia de Memorias de Idhún en dibujos, por el momento ya está claro que el primer libro será lanzado en cuatro cómics de los cuales se han lanzado los dos primeros que han sido distribuidos por la editorial SM. El tercer cómic estará disponible en junio de 2010.